# Thomisus nepenthiphilus
Thomisus nepenthiphilus là một loài nhện trong họ Thomisidae.
Loài này thuộc chi Thomisus. Thomisus nepenthiphilus được Jean-Louis Fage miêu tả năm 1930.